# Hellraiser (fumetto)
Clive Barker's Hellraiser è un fumetto pubblicato dalla Boom!Studios di genere horror, la cui trama proviene dalla stessa penna del suo creatore Clive Barker. Il fumetto racconta una nuova storia legata al mondo della celebre serie cinematografica Hellraiser.
| nº          | Titolo originale | Titolo italiano          |
| ----------- | ---------------- | ------------------------ |
| 01          | ?                | La brama della carne     |
| 02          | ?                | Requiem                  |
| 03          | ?                | La risposta del paradiso |
| 04          | ?                | La furia degli inferi    |
| 05          | ?                | Comunione di sangue      |
| Ed.Speciale | ?                | Hellraiser Capolavori    |